# Informatikzentrum Landesverwaltung Baden-Württemberg
Das Informatikzentrum Landesverwaltung Baden-Württemberg (IZLBW) mit Sitz in Stuttgart war ein Dienstleister für Informations- und Kommunikationstechnik (IuK) in der Landesverwaltung. Bei seiner Auflösung im Juli 2015 waren etwa 300 Mitarbeiter am IZLBW beschäftigt.

## Produkte
Als Serviceleistungen bot das IZLBW Steuerung und Überwachung von Client-Server-Systemen, Netzdienste für Sprach- und Datenübertragung sowie Entwicklung und Betrieb von Fachanwendungen für Verwaltungsaufgaben. Außerdem betrieb es ein Rechenzentrum für Verfahrensbetrieb. Eine wesentliche Aufgabe war die kundenorientierte Anwenderunterstützung zusammen mit Fachpersonal aus den betreuten Verwaltungsbereichen. Gemeinsam mit dem Logistikzentrum Baden-Württemberg war es außerdem für die zentrale Beschaffung der IuK für die Landesverwaltung Baden-Württemberg zuständig.

## Historie
Das Informatikzentrum Landesverwaltung Baden-Württemberg (IZLBW) wurde durch Ministerratsbeschluss vom 14. Dezember 2004 mit Wirkung vom 1. Januar 2005 als Rechtsnachfolger des Zentrums für Kommunikationstechnik und Datenverarbeitung (ZKD) errichtet. Wie zuvor das ZKD wurde auch das IZLBW als nicht rechtsfähige Anstalt des öffentlichen Rechts und Landesbetrieb (§ 26 LHO) im Geschäftsbereich des Innenministeriums geführt. Neben dem ehemaligen ZKD nahm es die Aufgaben des Informationstechnischen Fachzentrums der Kultusverwaltung (IFK) und des Referats 102 des Regierungspräsidiums Stuttgart wahr, welches für die Fachverfahren der Versorgungsverwaltung zuständig ist.

## Auflösung
Das IZLBW wurde im Zuge der IT-Neuordnung im Land zum 1. Juli 2015 aufgelöst. Seit diesem Zeitpunkt nimmt die neue Landesoberbehörde IT Baden-Württemberg (BITBW) u. a. die bisherigen Aufgaben des IZLBW wahr.

## Quelle / Weblinks
- Website des IZLBW
- Gesetz zur Errichtung der Landesoberbehörde IT Baden-Württemberg und Änderung anderer Vorschriften